# یواس‌اس گاینییر (دی‌یی-۷۵۱)
یواس‌اس گاینییر (دی‌یی-۷۵۱) (به انگلیسی: USS Gaynier (DE-751)) یک کشتی بود که طول آن ۳۰۶ فوت (۹۳ متر) بود. این کشتی در سال ۱۹۴۴ ساخته شد.